# Dipendenza da oppioidi
La dipendenza da oppioidi, o disturbo da consumo di oppioidi, è una condizione psicopatologica caratterizzata dall'uso compulsivo di oppioidi, nonostante le conseguenze negative dell'uso continuato, e lo sviluppo di una sindrome da astinenza quando se ne interrompe l'assunzione.
Tra gli oppioidi vi sono sostanze come morfina, eroina, codeina, ossicodone, idrocodone, fentanyl e altre. 
Il disturbo da uso di oppiacei ha provocato 51 000 morti in tutto il mondo nel 2013, rispetto ai 18 000 del 1990.
La sindrome di dipendenza-astinenza da oppioidi coinvolge sia la dipendenza psicologica sia la dipendenza fisica. Il quadro clinico è caratterizzato da uno stato di craving (costante preoccupazione riguardo all'ottenimento e all'assunzione del farmaco); tale comportamento di ricerca della droga è persistente.

## Sintomi d'astinenza

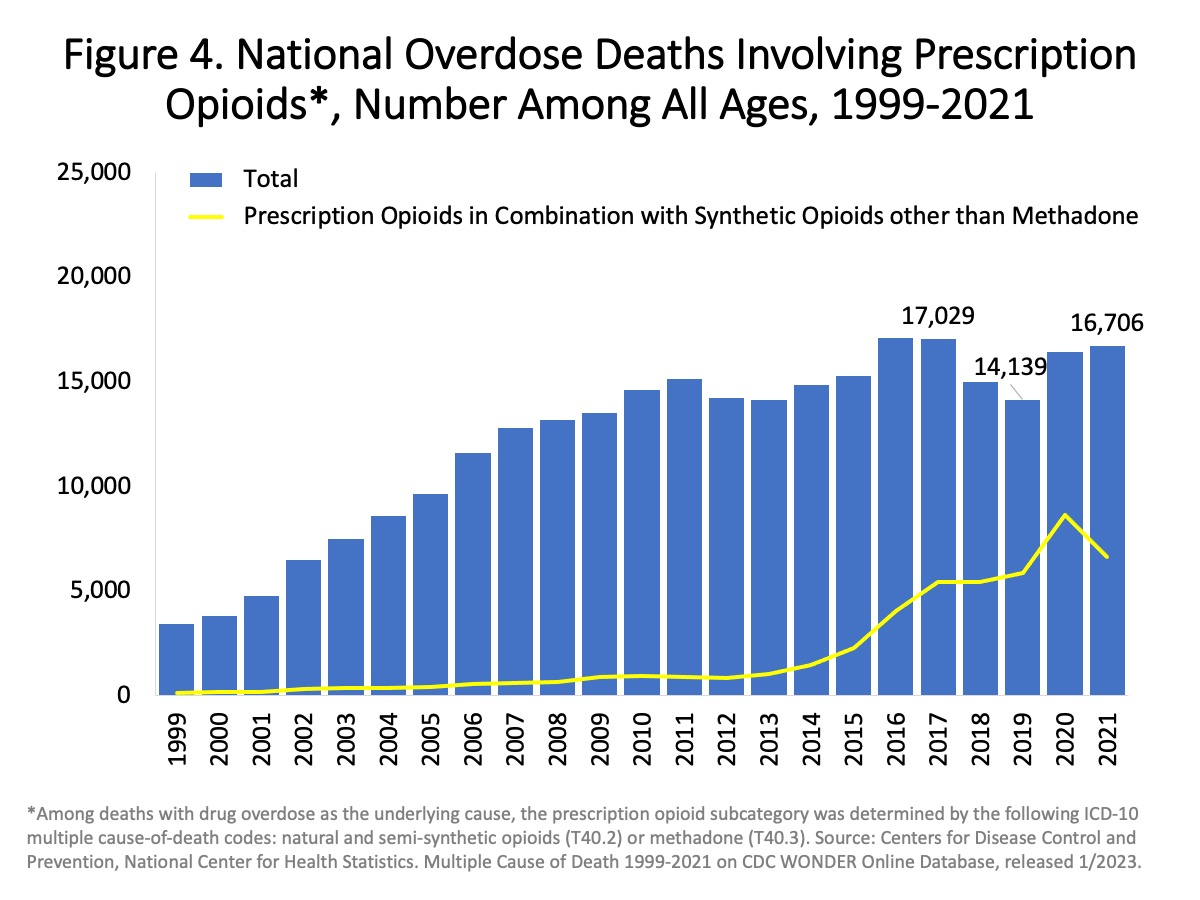
Numero totale di morti da overdose di oppioidi rilevate dal 2002 al 2021.

I sintomi da astinenza da oppiacei possono essere di vario tipo, precoci o tardivi.

### Sintomi precoci
Percezione alterata della temperatura, ipersensibilità, agitazione, ansia, alterazione della libido (anormalmente alta o bassa), disidratazione, fatica, dolori muscolari, confusione mentale e mancanza di motivazione, aumento della lacrimazione, insonnia, sindrome delle gambe senza riposo, naso che cola, sudorazione profusa, sbadigli, pelle d'oca.

### Sintomi tardivi
Crampi addominali, starnuti, diarrea, pupille dilatate, nausea, vomito.